# John Sund
John Sund (guitarist, komponist) Født i København. Kendt som guitarist i mange forskellige sammenhænge og har arbejdet med så forskellige kunstnere som: Danmarks Radio Big Band, Radiojazz Gruppen, Creme Fraiche Big Band, Palle Mikkeborg, Thomas Clausen, Bo Stief, Ayi Solomon, Lelo Nika, Mariam Mursal, Ganesh & Kumaresh og mange flere.
Har som 'sideman' medvirket på en række pladeindspilninger og er for tiden aktiv med egne bands som: Acoustic Sense og World On A String.
Aktuelle pladeudgivelser: John Sund & The Danish Radio Big Band "Fusion Symphony" (Olufsen Records 1993), Special Venture "Special Venture" (Intermusic 1999), John Sund & Acoustic Sense "New Gems (Cope Records 2003), World On A String "World On A String" (Cope Records 2004), Special Venture "Twice" (Gateway Music 2007)